# Torreya nucifera
Torreya nucifera, coneguda en japonès com a kaya (榧), és una espècie de conífera de la família Taxaceae, nadiua del sud del Japó i a l'illa Jeju del sud de Corea del Sud.

## Descripció

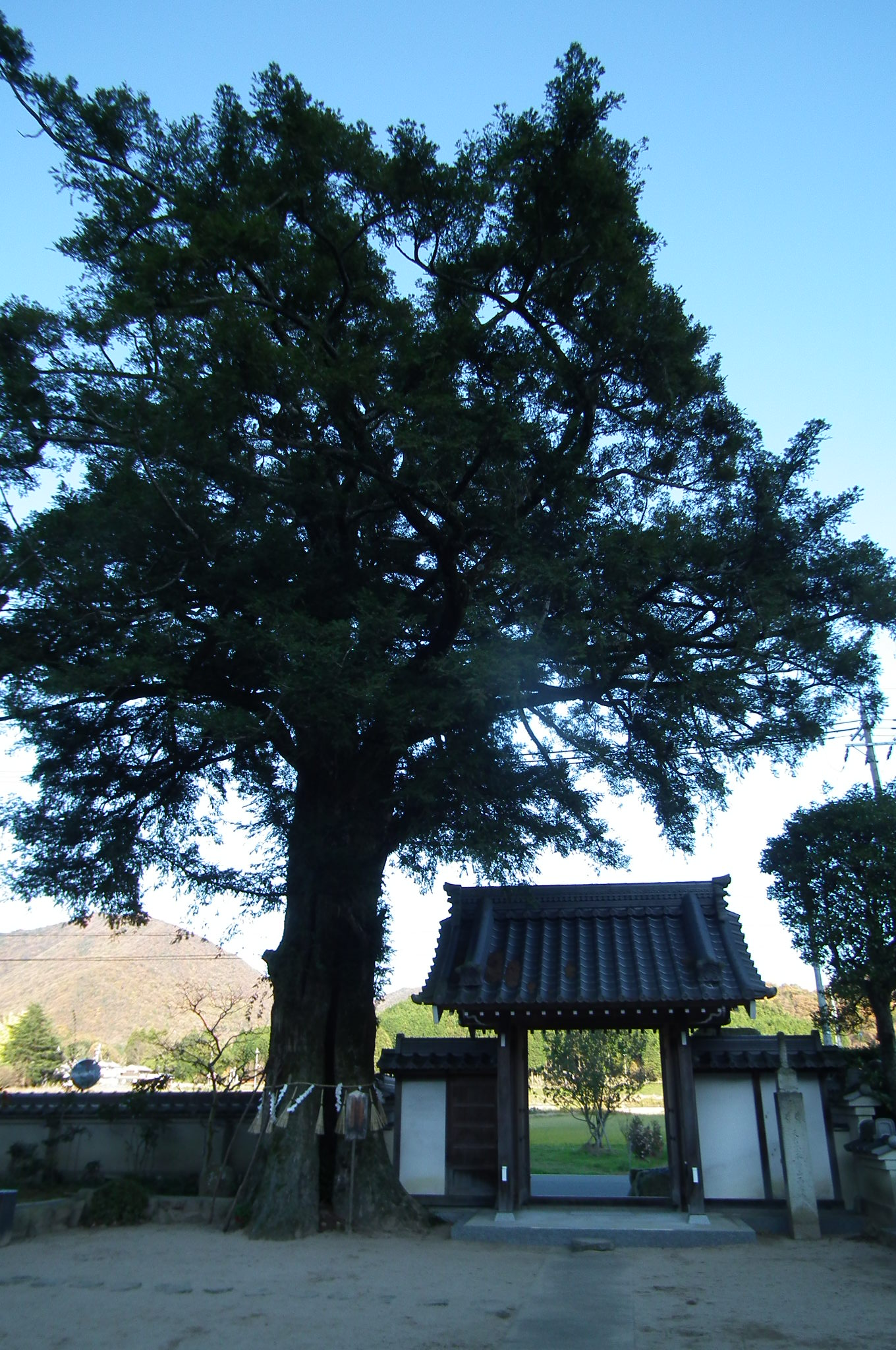
Arbre de 600 anys Sasayama, Hyogo)

És un arbre de creixement lent que fa fins a 15-25 m d'alt. Les fulles són persistents i aciculars de 2-3 cm de llargada i de 3 mm d'amplada; estan disposades espiralment. És una planta de sexualitat subdioica. Les pinyes masculines són globulars, de 5-6 mm de diàmetre Les pinyes femenines apareixen en grups i maduren en 18–20 mesos, presenten una sola llavor envoltada per una capa carnosa de, 2 cm de llargada i 1,5 cm d'amplada.

## Usos

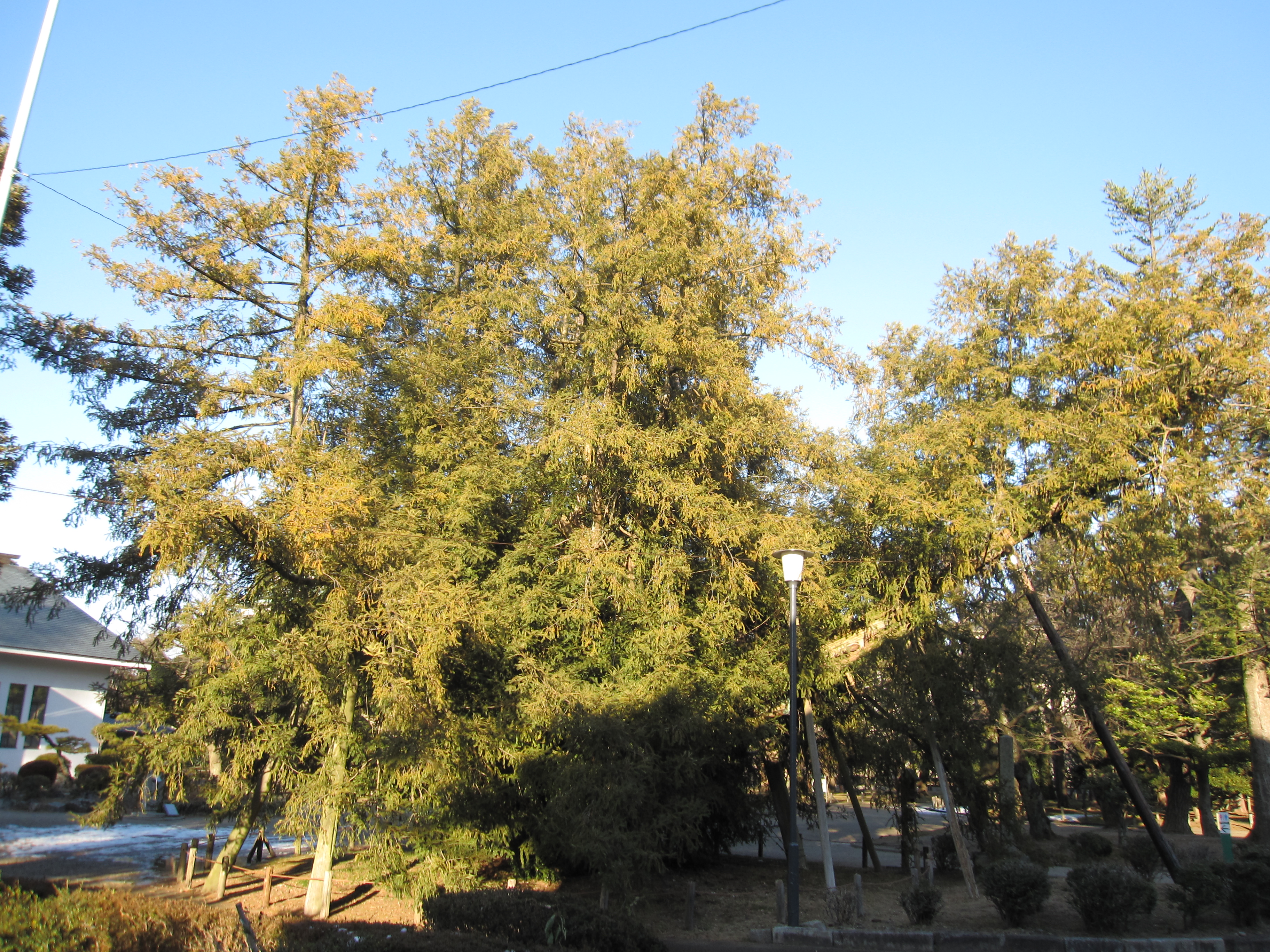
kaya vell al Castell de Nagoya

La seva fusta és preuada per a fer taulers de jugar al "go" pel seu atractiu color groc daurat i les seves qualitats tecnològiques. És un arbre actualment protegit al Japó on ha esdevingut escàs.
Les llavors són comestibles i contenen un oli.